# Astigmatina
Astigmatina es una cohorte de ácaros en la subclase Acari, ácaros y garrapatas. En el pasado Astigmata estuvo catalogado como un  orden o suborden, pero se lo descendió a cohorte Astigmatina de la supercohorte Desmonomatides (sinónimo Desmonomata) en el suborden Oribatida (anteriormente Cryptostigmata), del orden Sarcoptiformes. En la actualidad Astigmatina está compuesta de dos grupos Acaridia y Psoroptidia, que en el pasado fueron subórdenes del orden Astigmata. Astigmatina contiene unas 10 superfamilias y 76 familias en Acaridia y Psoroptidia.
Astigmatina pertenece a Sarcoptiformes, que contiene a los Acariformes. Numerosas especies son parásitos de los vertebrados. Se destacan los Psoroptidia, la cual contiene a taxones notables como los ácaros de las plumas y Sarcoptes scabiei.

## Taxonomía
Astigmatina contiene unas 11 superfamilias con más de mil géneros:
Acaridia (> 400 géneros, > 1300 especies)
- Schizoglyphoidea (2 géneros, 2 especies)
  - Schizoglyphidae
- Histiostomatoidea (c. 60 genera, > 200 especies)
  - Histiostomatidae
  - Guanolichidae
- Canestrinioidea (> 100 géneros, > 300 especies)
  - Chetochelacaridae
  - Lophonotacaridae
  - Canestriniidae
  - Heterocoptidae
- Hemisarcoptoidea (50 géneros, > 200 especies)
  - Chaetodactylidae
  - Hyadesiidae
  - Carpoglyphidae
  - Algophagidae
  - Hemisarcoptidae
  - Winterschmidtiidae
- Glycyphagoidea (> 70 géneros, > 150 especies)
  - Euglycyphagidae
  - Chortoglyphidae
  - Pedetropodidae
  - Echimyopodidae
  - Aeroglyphidae
  - Rosensteiniidae
  - Glycyphagidae
- Acaroidea (> 120 géneros, > 500 species)
  - Sapracaridae
  - Suidasiidae
  - Lardoglyphidae
  - Glycacaridae
  - Gaudiellidae
  - Acaridae (> 110 géneros, > 400 especies)
- Hypoderoidea
  - Hypoderidae

Psoroptidia (> 600 géneros, > 2,000 especies)
- Pterolichoidea (> 200 géneros, > 500 especies)
  - Oconnoriidae
  - Ptiloxenidae
  - Pterolichidae (> 100 géneros, c. 300 especies)
  - Cheylabididae
  - Ochrolichidae
  - Gabuciniidae
  - Falculiferidae
  - Eustathiidae
  - Crypturoptidae
  - Thoracosathesidae
  - Rectijanuidae
  - Ascouracaridae
  - Syringobiidae
  - Kiwilichidae
  - Kramerellidae
- Freyanoidea (> 30 géneros, c. 50 especies)
  - Freyanidae
  - Vexillariidae
  - Caudiferidae
- Analgoidea (> 200 géneros, c. 700 especies)
  - Heteropsoridae
  - Analgidae
  - Xolalgidae
  - Avenzoariidae
  - Pteronyssidae
  - Proctophyllodidae
  - Psoroptoididae
  - Trouessartiidae
  - Alloptidae
  - Thysanocercidae
  - Dermationidae
  - Epidermoptidae
  - Apionacaridae
  - Dermoglyphidae
  - Laminosioptidae
  - Knemidokoptidae
  - Cytoditidae
- Pyroglyphoidea (26 géneros, > 50 especies)
  - Pyroglyphidae
  - Turbinoptidae
- Psoroptoidea (c. 160 géneros, > 600 especies)
  - Psoroptidae
  - Galagalgidae
  - Lobalgidae
  - Myocoptidae
  - Rhyncoptidae
  - Audycoptidae
  - Listrophoridae
  - Chirodiscidae
  - Atopomelidae
  - Chirorhynchobiidae
  - Gastronyssidae
  - Lemurnyssidae
  - Pneumocoptidae
  - Sarcoptidae
- incertae sedis (16 géneros, 17 especies)
  - Ptyssalgidae
    - Ptyssalges major (Trouessart, 1887)

  - Psoralgidae

### incertae sedis
Troglotacaridae
- Troglotacarus hauseri Fain, 1977